# Achtarin
Achtarin (arab. أخترين) – miasto w Syrii, w muhafazie Aleppo. W 2004 roku liczyło 5305 mieszkańców.